# زقين منفتح
زقين منفتح (الاسم العلمي:Diascia patens) هو نوع من النباتات يتبع جنس الزقين من الفصيلة الغدبية.